# Инок и майор Гром: Штурм Берлина
«И́нок и майо́р Гром: Штурм Берли́на» — графический роман, изначально изданный российским издательством Bubble Comics в мае 2015 года под названием «Хро́ники И́нока: Штурм Берли́на». Является спин-оффом комиксов «Инок» и «Майор Гром» и первым графическим романом издательства Bubble. Автором комикса является Артём Габрелянов, а художником — Андрей Васин. Комикс делался при участии компании «Звезда», производящей модели военной техники и настольные игры, а также студии разработки компьютерных игр Wargaming. Выход «Штурма Берлина» был приурочен к 70-летию победы в Великой Отечественной войне. В сентябре 2017 года комикс был переиздан под названием «Инок и майор Гром: Штурм Берлина» в рамках серии «Легенды Bubble» с новыми страницами и дополнительными материалами, таким образом, это один из первых комиксов в данной серии.
Сюжет разворачивается во время Великой Отечественной войны, в 1945 году. Нацистский учёный Вольфганг Риппе по распоряжению лично Адольфа Гитлера занимается разработкой секретного оружия, которое должно переломить ход войны. Советский Союз посылает одного из своих лучших агентов — Андрея Радова (деда Андрея Радова, главного героя серии «Инок»), — чтобы остановить Риппе. Помочь Радову должны майор Игорь Гром (дед Игоря Грома из комикса «Майор Гром») и экипаж танка «Молния».
В целом комикс получил смешанные отзывы. Сценарий был оценён неоднозначно, но при этом похвалу получили иллюстрации работы художника Андрея Васина.

## Сюжет
Под конец Второй мировой войны нацистский учёный Вольфганг Риппе разрабатывает вещество под названием «эйтр» — источник жизни на Земле. Риппе испытывает вещество на пленных детях, и все дети погибают, кроме одного мальчика по имени Ваня. Нацист решает подвергнуть уцелевшего вивисекции, чтобы установить причину его выживания, но к его замку подходит Андрей Радов и спасает мальчика. Радов также успевает сфотографировать документы Риппе, лежащие на столе, после чего достаёт фамильный крест Радовых и фотографию некоего места, и, используя силу Яхонта демиурга в кресте, вместе с Ваней телепортируется в место на фотографии.
На следующий день майор Игорь Гром, капитан танкового экипажа «Т-34-76» с позывным «Молния» и забрать Андрея и Ваню в ближайшей немецкой деревушке, где тот угощает детей яблоками. Гром категорически не одобряет, что Андрей кормит детей немцев, но тот отвечает, что хочет хоть как-то отвлечь их от ужасов войны. Гром даёт ему место радиста-пулемётчика.
Затем Гром расспрашивает Андрея, куда тот направляется, но Радов говорит, что выполняет секретное задание. Добравшись до города, экипаж обнаруживает, что его удерживают нацисты. Гром предлагает уничтожить командование немцев, но Радов запрещает открывать огонь, боясь задеть гражданских. Несмотря на перестрелку, танк удаётся вывести из города. Тем временем на базе Фридрих, помощник учёного, докладывает Риппе, что первая партия эйтра почти готова. Риппе планирует с помощью ракеты Фау-4 «Гунгнир» распылить эйтр над Москвой. Гром доставляет Андрея в штаб, просит разрешения присоединиться к штурму Берлина, но вместо этого получает другой приказ: оказать Радову поддержку в его миссии. Андрей берёт командование над экипажем «Молнии».
Вечером, сидя у костра, Андрей знакомится с экипажем ближе. Экипаж сожалеет, что в городе не нанесли существенного урона немцам, но Андрей замечает, что могли пострадать гражданские. Эти слова выводят из себя Грома: он всей душой ненавидит немцев за то, что они убили всю его родню, кроме жены и сына (за что он и получил позывной «Отец»), и желает, чтобы немцы как таковые исчезли с лица земли. Андрей возражает, но Гром раскрывает, что белые отпечатки рук на корпусе танка принадлежат его погибшим товарищам. На следующий день танк подъезжает к заброшенной секретной лаборатории нацистов. На героев нападают телохранители Риппе, но Радов забирает у статуи рыцаря меч и убивает их. Сразу после этого он рассказывает, что после Сталинградской битвы принял обет ненасилия и отпустил бороду, как монах, но, раз он нарушил свою клятву, вынужден её сбрить. После этого он показывает своим товарищам фамильный крест и объясняет, как действуют камни Силы — фотографии местности ему были нужны, чтобы телепортироваться с помощью Яхонта демиурга, так как он должен видеть место, куда он должен переместиться. Его рассказ поднимает боевой дух экипажа, они называют Андрея Иноком и позволяют ему оставить на танке свой отпечаток, признав тем самым его своим.
Изучив документы из лаборатории, Андрей узнаёт, что Риппе создал одну партию эйтра, но по какой-то причине боится Вани. «Молния» направляется в Берлин, чтобы найти ещё одну лабораторию. Риппе успевает зарядить «Гунгнир» эйтром, и даже если ракета не взлетит, её взрыв убьёт всех советских солдат в Берлине. Фридрих возражает, что в крови Вани есть вещество, нейтрализующее эйтр, но Риппе убивает его как единственного, кто об этом знает. Когда экипаж добирается до ракеты, то узнают, что взрыва не миновать. Гром отдаёт приказ перенаправить ракету на другой немецкий город, но Радов протестует. Герои замечают тело Фридриха и надпись «кровь», которую он успел написать перед смертью — надпись была подсказкой, как обезвредить ракету. Это убеждает Игоря, что не все немцы хотели войны и заслуживают смерти. Радов вводит кровь Вани в ракету и обезвреживает её, но прибывшие нацисты убивают экипаж танка. Игоря тоже задевает пуля, но он отдаёт Андрею фотографию своей семьи и просит его позаботиться о них и подрывает себя вместе с ракетой, а Андрей телепортируется, забрав Ваню.
9 мая Радов прибывает в Ленинград, но жена Игоря уже скончалась, и остался только его сын, Костя, которого Радов усыновляет вместе с Ваней. Встретившись со Сталиным, Радов получает от него квартиру в Москве и удостоверение сотрудника МЧК (магического чрезвычайного комитета по прикладному мистицизму и экзофизике). Там же Радов встречает Феликса Дзержинского, который говорит, что рад его снова видеть. Андрей удивляется и замечает на стене портрет старика, который очень похож на него. Феликс поясняет, что это Радов и есть, но лет через семьдесят, после чего предлагает присесть и выслушать его.

## История создания
Автором сценария «Штурма Берлина» является Артём Габрелянов, основатель Bubble Comics и один из авторов оригинального «Инока» и «Майора Грома», а художником — Андрей Васин, работавший в издательстве с самого его основания и рисовавший комиксы ещё с 90-х годов, иллюстрируя детские журналы комиксов «Арбуз» и «Серёжка», и бывший основным художником «Бесобоя». По словам Васина, Габрелянов выбрал его в качестве художника из-за того, что тот был наиболее старшим среди всех художников Bubble и больше всего подходил по возрасту для данной тематики. Васин поначалу со скепсисом отнёсся к идее, думая, что молодёжи подобное будет мало интересно, но потом, начав рисовать, подумал, что другие комиксы Bubble, например, «Бесобой», «как-то на фоне этой темы кажутся мелковатыми». Васин также утверждает, что Габрелянов старался изучать исторические источники по Великой Отечественной войне в ходе написания сценария. Роман Котков утверждает, что это первый опыт издательства по сотрудничеству со столь крупными компаниями. Кроме того, Котков отмечал, что, когда в «Иноке» из сюжета исчезли путешествия во времени, не всем читателям это понравилось, и «Штурм Берлина» является своего рода попыткой вернуться к истокам серии. Сюжетно, помимо «Инока» и «Майора Грома», история графического романа связана с «Красной Фурией», поскольку там появляется доктор Риппе, дед безумного учёного-неонациста Рихарда Риппе из этого комикса, а с «Бесобоем» комикс связывает появление МЧК и Феликса Дзержинского, который его возглавляет.
Комикс является первым полноценным графическим романом издательства и делался при участии компании «Звезда», производящей коллекционные сборные модели военной техники и настольные игры, а также белорусской студии разработки компьютерных игр Wargaming — эти две компании помогли в производстве коллекционного издания графического романа, в которое входил промокод для игры World of Tanks, сборная модель танка Т-34-76 «Молния», карточки с иллюстрациями за авторством Андрея Васина, постер, проиллюстрированный художником Егором Гафидовым и «набор сотрудника Магического Чрезвычайного Комитета», включавший в себя стилизованную под удостоверение МЧК обложку на паспорт, блокнот и жетон-брелок. Первый тизер комикса был опубликован в феврале 2015 года в группе в социальной сети «ВКонтакте», тогда же было объявлено, что дата релиза графического романа состоится в мае 2015 года, а в начале марта появились первые подробности о графическом романе — был объявлен авторский состав и общая канва сюжета. Авторы сразу оговорились, что, помимо Радова, в графическом романе будут персонажи, связанные с другими комиксами издательства. В сентябре 2017 года комикс был переиздан под названием «Инок и Майор Гром: Штурм Берлина» в рамках серии «Легенды Bubble» с новыми страницами и дополнительными материалами, таким образом, это самый первый комикс в данной серии.

## Отзывы и критика
В целом комикс получил смешанные отзывы. Юрий Коломенский, рецензент сайта SpiderMedia, в целом хорошо отозвался о комиксе, оговорившись, что ждал худшего результата, будучи «наученным горьким опытом» телепродукции и кинопродукции о войне. При это он отметил некоторые огрехи истории в виде странных, местами наигранных моментов. Высоко рецензент оценил рисунок Андрея Васина, в особенности выделив динамичные экшн-сцены в его исполнении. «В итоге это, пожалуй, первый комикс компании BUBBLE, который я однозначно могу назвать хорошим, без натяжек» — такими словами подводит итог рецензии автор. GeekCity наоборот, низко оценил сценарий комикса, сочтя его слабее, чем выходящие на тот момент серии комиксов издательства, чересчур ходульным и клишированным, не подходящим для отображения столь серьёзной тематики, как война, но при этом также похвалил художественный стиль Васина, который к концу графического романа становится лучше, в то время как сюжет, по мнению рецензента, наоборот, теряет в качестве. Единственными интересными персонажами GeekCity счёл протагониста, Андрея Радова, и мальчика Ваню. «Котонавты», обозревая коллекционное издание комикса, отметили высокое его качество, и посоветовали его как фанатам «Инока», так и фанатам комиксов Bubble в целом. W-O-S.ru оговорился, что фанатам первой сюжетной арки «Инока» графический роман может не прийтись по душе, поскольку по духу не очень к нему близок, и «здесь почти нет безумных перемещений во времени, использования церковной атрибутики в качестве оружия и могущественных демонов», при этом комикс многое поизаимствовал из американского фильма «Ярость» с подобным уклоном в реализм, и рисует гораздо более гуманистическую и уравновешенную картину Великой Отечественной Войны и Победы, чем многие другие медиа.